# Eugenio Montale
Eugenio Montale (Gènova, Itàlia, 1896 - Milà, 1981) fou un poeta, assagista i crític de música italià guardonat amb el Premi Nobel de Literatura l'any 1975.

## Biografia
Va néixer el 12 d'octubre del 1896 a la ciutat de Gènova, i era el sisè i últim fill d'una família de pròspers comerciants de productes químics d'aquesta ciutat. Va tenir una salut molt feble durant la infància, cosa que el va obligar a interrompre els estudis. La seva germana Mariana era la que cuidava de la seva salut. El seu desig de ser cantant el va dur, en reprendre els estudis formals, a rebre paral·lelament classes de cant, una afició que es reflectiria en molts dels seus poemes i el duria finalment, ja durant la maduresa, a exercir la crítica musical.
El 1917, va participar en la Primera Guerra Mundial, experiència que també tindria ressonància en la seva poesia. L'any 1925, signà el manifest dels intel·lectuals contra el feixisme, document inspirat pel filòsof Benedetto Croce. Posteriorment, es traslladà a Florència per treballar a l'editorial Bemporad, moment en el qual col·labora en les tertúlies del cafè literari Giubbe Rosse.
El 1929, és nomenat director del prestigiós Gabinet Vieusseux, una de les biblioteques i arxius més interessants del seu moment, i que atreu intel·lectuals del país i de l'estranger. Després de deu anys al capdavant d'aquest gabinet, el govern feixista el cessa i, durant la Segona Guerra Mundial, allotja a casa seva escriptors perseguits com Umberto Saba i Carlo Levi. Durant la Segona Guerra mundial, es dedicarà principalment a la traducció d'autors com Miguel de Cervantes, Christopher Marlowe, Herman Melville, Mark Twain i William Faulkner, i després iniciarà la seva activitat com a crític musical del diari Corriere della Sera, de la ciutat de Milà, on establirà la seva residència.
El 1966, fou nomenat senador vitalici pel president de la República Giuseppe Saragat. Morí el 12 de setembre del 1981 a la ciutat de Milà.

## Obra literària
L'obra poètica de Montale està integrada dins el corrent de l'hermetisme, i està caracteritzada per la seva austeritat, brevetat, una sintaxi sinuosa però d'una gran inclinació a les coses i fets concrets.

L'enumeració de llocs i la descripció d'escenes i escenaris constitueix una espècie de neosimbolisme en el qual objectes i successos semblen funcionar com a signes i analogies d'un paisatge interior. Els seus crítics han assenyalat que moltes referències en els seus poemes són claus íntimes que només podrien ser explicades pel poeta, però creen una enorme suggestió en el lector que, al seu torn, troba possibilitats de lectura que excedeixen el marc biogràfic. El món circumdant, tan present en l'obra de Montale, és com el mirall en el qual aquest ésser humà buit i aïllat intenta trobar-se a si mateix. En una entrevista imaginària, l'autor va assenyalar: 
| « | La poesia és una forma de coneixement d'un món fosc que vam sentir a l'entorn nostre, però que en realitat té les seves arrels en nosaltres mateixos. | » |

L'any 1975, fou guardonat amb el Premi Nobel de Literatura «per la seva poesia distintiva que, amb gran sensibilitat artística, ha interpretat valors humans sota el signe d'una perspectiva de vida sense il·lusions».

### Obra seleccionada
| - 1925: Ossi di seppia. Publicada en català com a Ossos de sípia. Traducció de Joan Navarro i Octavi Monsonís. Martorell: Adesiara, 2021. - 1932: La casa dei doganieri e altre poesie - 1939: Le occasioni - 1943: Finisterre - 1948: Quaderno di traduzioni - 1948: La fiera letteraria - 1956: La bufera e altro - 1956: Farfalla di Dinard - 1962: Accordi e pastelli - 1962: Satura | - 1966: Xenia - 1966: Auto da fè - 1969: Fuori di casa - 1971: Satura - 1973: Diario del '71 e del '72 - 1976: Sulla poesia - 1977: Quaderno di quattro anni - 1980: Altri versi - 1996: Diario Postumo, obra pòstuma |